# Administrația Militară de Ocupație în România (germană)
Administrația Militară de Ocupație în România (în limba germană Militärverwaltung in Rumänien) a reprezentat organismul unic coordonator al autorităților germane de ocupație, creat pentru administrarea teritoriului ocupat de către Puterile Centrale, după retragerea autorităților centrale ale statului român în Moldova și stabilizarea frontului la începutul anului 1917, atât cu scopul menținerii ordinii și exercitării autorității de stat cât și din rațiuni de exploatare economică a resurselor.
Militärverwaltung in Rumänien a fost condusă de către generalul german  Franz Tülff von Tschepe und Weidenbach, numit guvernator militar al teritoriului ocupat și s-a aflat în subordinea Comandamentului Grupului de Armate Mackensen, prescurtat O.K.M. (Ober Komando Mackensen), care era autoritatea supremă militară în timpul ocupației. Acesta și-a stabilit sediul la hotelul Athenee Palace din București.